# Ренате Лахман
Ренате Лахман (на немски: Renate Lachmann, родена на 4 февруари 1936 в Берлин) е германска славистка, литературна теоретичка, историчка на културата.

## Професионална биография
Лахман следва славистика и история на Източна Европа в университета в Кьолн и в Свободния университет в Берлин. През 1961 г. защитава в Кьолнския университет дисертация върху творчеството на дубровнишкия бароков автор Игнят Джурджевич. През 1964 г. се хабилитира с монографията „Славянски реторики и поетики на 17 и 18 век“. Между 1969 и 1978 г. Оглавява катедрата по славистика в Рурския университет в Бохум. От 1978 г. е професор по общо литературознание и славянски литератури в университета в Констанц, където се пенсионира през 2001 г. От 1984 г. взима участие в симпозиумите на изследователката група „Поетика и херменевтика“. Гост професор в Йейл, Тел Авив, Стокхолм, Прага, Москва и Калифорнийския университет в Ървайн.

## Научни интереси
Лахман се занимава с изследване на барока в литературата, голяма известност имат нейните текстове върху теорията на фантастиката. В изследванията си продължава теоретичната проблематика на (руския формализъм, структурализма, Бахтин). Нейното име задължително присъства в списъка с теоретици на интертекстуалността и културната памет, както и сред големите изследователи в областта на семиотиката на културата.

## Прием в България
На Ренате Лахман нееднократно се позовава българският литературен теоретик и славист проф. Никола Георгиев.

## Книги

### Монографии
- Ignjat Dordic. Eine stilistische Untersuchung zum slavischen Barock, Köln/Graz 1964
- Gedächtnis und Literatur. Intertextualität in der russischen Moderne, Frankfurt/M. 1990
- Gedächtniskunst. Raum – Bild – Schrift. Studien zur Mnemotechnik, zus. mit A. Haverkamp, Frankfurt/M. 1991.
- Die Zerstörung der schönen Rede. Rhetorische Tradition und Konzepte des Poetischen. München 1994.
- Erzählte Phantastik. Zu Geschichte und Semantik des Phantastischen in der Literatur, Frankfurt/M. 2002

### Съставителство и редакция
- Dialogizität (Theorie und Geschichte der Literatur und der Schönen Künste) Hg. München 1982.
- Memoria – Vergessen und Erinnern (Poetik & Hermeneutik Bd. XV), hrsg. zus.mit A. Haverkamp, München 1993.
- Rhetorik als kulturelle Praxis, hrsg. zus. mit Riccardo Nicolosi, Susanne Strätling, München 2008.

## Признание
- 1991 – член на Academia Europaea.
- 1994 – член на философско-историческия отдел на Академията на науките в Хайделберг.
- 1996 – 1997 – старши стипендиант на Wissenschaftskolleg zu Berlin.